# Charaxes bocqueti
Charaxes bocqueti är en fjärilsart som beskrevs av Minig 1977. Charaxes bocqueti ingår i släktet Charaxes och familjen praktfjärilar. IUCN kategoriserar arten globalt som livskraftig. Inga underarter finns listade i Catalogue of Life.